# زبان اشاره اریتره‌ای
زبان اشاره اریتره‌ای زبان اشاره‌ای است که توسط ناشنوایان و کم شنوایان در اریتره استفاده می‌شود.